# Campanula argentea
Campanula argentea är en klockväxtart som beskrevs av Jean-Baptiste de Lamarck. Campanula argentea ingår i släktet blåklockor, och familjen klockväxter. Inga underarter finns listade i Catalogue of Life.